# 바라제목차
바라제목차(波羅提木叉, 산스크리트어: प्रातिमोक्ष Prātimokṣa, 팔리어: Pāṭimokkha)는 승려가 지켜야 할 계율에 관한 조항을 모아둔 것으로 목차(木叉)로 줄여 부르거나, 계본(戒本)이라고도 한다.

## 용어
해탈(解脫, 산스크리트어: मोक्ष 목샤)하게 만드는(산스크리트어: प्राति 쁘라띠) 지침이라는 뜻을 가진 산스크리트어를 음역한 말이다. 해탈하여 벗어난다는 뜻으로 별해탈(別解脫), 별해탈계(別解脫戒), 몸과 입으로 범한 허물을 하나 하나 따로 해탈하게 한다는 뜻으로 처처해탈(處處解脫)이라고 의역하기도 한다.

## 한국
한국의 경우 출가한 스님은 구족계를 받는데, 율장 가운데 사분율에 근거한 조항들로 비구가 지켜야할 250 가지 계, 비구니가 지켜야할 348 가지 계와 같은 율의 조항들을 뜻한다.

## 같이 보기
- 율장
- 포살
- 보살계본